# بحيرة سيرام
بحيرة سيرام (بالصينية:赛里木湖) (وبالبينينية: Sàilǐmù hú وتلفظ بحيرة سايليمو) بحيرة تقع في محافظة بورتالا بالقرب من جبال تيان شان في مقاطعة سنجان في الصين.
تعتبر من البرك الألبية، تبلغ مساحتها 458 كم 2 يصل عمق مياهها 92 مترا، وسعتها الإجمالية 21 مليار متر مكعب، ترتفع حوالي 2073 مترا عن مستوى سطح الأرض، تعتبر مكان لصيد الأسماك، وفي عام 2004 ضمتها الحكومة المركزية الصينية إلى قائمة أشهر المناظر الوطنية.